# Dick-Dick
Dick-Dick is een historisch merk van hulpmotoren.
Het Italiaanse bedrijf Vanzago maakte in 1950 de 50 cc Dick-Dick-tweetakt hulpmotor voor fietsen. Een fiets kon hiermee een snelheid van 35 tot 40 km/uur halen.
Zoals bij vele hulpmotoren wees de cilinder naar beneden. De motor dreef het achterwiel via een rol aan. Waarschijnlijk werden er later bromfietsen gemaakt die sterk leken op de Nederlandse Vesting Corsa. Deze Vesting had een Italiaans frame (Testi, Bologna).
Mogelijk was de naam van het Italiaanse merk geïnspireerd op de producent van Vesting, Otto Dik, in elk geval was de Dick-Dick een product van Demm.